# Vuohisaari (ö i Norra Savolax, Kuopio, lat 63,23, long 28,09)
Vuohisaari är en ö i Finland. Den ligger i sjön Syväri och i kommunen Kuopio i den ekonomiska regionen  Kuopio ekonomiska region  och landskapet Norra Savolax, i den centrala delen av landet, 400 km nordost om huvudstaden Helsingfors. Öns area är 10,3 hektar och dess största längd är 0,6 kilometer i nord-sydlig riktning.